# Heterodictyoconus
†
Heterodictyoconus es un género de foraminífero bentónico considerado un sinónimo posterior de Cushmania de la subfamilia Dictyoconinae, de la familia Orbitolinidae, de la superfamilia Orbitolinoidea, del suborden Orbitolinina y del orden Loftusiida. Su especie tipo era Conulites americana. Su rango cronoestratigráfico abarcaba el Eoceno.

## Discusión
Clasificaciones previas incluían Heterodictyoconus en el suborden Textulariina del orden Textulariida o en el orden Lituolida.

## Clasificación
Heterodictyoconus incluía a la siguiente especie:
- Heterodictyoconus americana †